# Praça da Macedônia
A Praça da Macedônia (em macedônio Плоштад Македонија) é a praça central de Escópia, a capital da República da Macedônia. Abrange 18.500 m², o que a torna a maior praça do país. 

## Descrição
A Praça da Macedônia está localizada na margem sul do Vardar e está orientada no eixo sudoeste, em direção ao Monte Vodno. A maioria das ruas do centro converge para a praça. Para o sul, é estendida pela Rua Macedônia, que é a principal artéria pedonal de  Escópia. Para o norte, ela se abre para a Ponte de Pedra, que se conecta à margem norte do Vardar e do Antigo Bazar.

## História

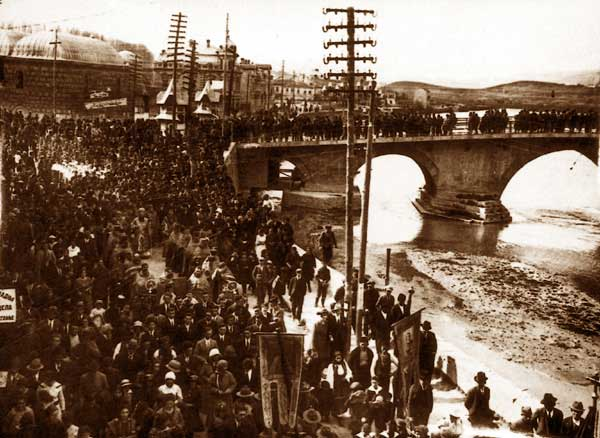
Celebração do Dia de Reis na praça, no início da década de 1920.A mesquita de Burmali é visível no fundo à esquerda.

A praça foi construída após a Primeira Guerra Mundial, quando a Macedônia era parte do Reino dos Sérvios, Croatas e Eslovenos, que tornou-se o Reino da Iugoslávia, em 1929. Antes de 1912, Escópia ainda era parte do Império Otomano, e sua paisagem urbana era bastante oriental. A margem sul do rio Vardar, em que a praça está localizada, era muito menos desenvolvido que a costa norte, onde estava o bazar.
No entanto, o espaço ocupado pela Praça da Macedônia já era um centro nevrálgico da cidade, já que está no final da Ponte de Pedra, que era o único ponto de passagem do rio Vardar. Uma mesquita do século XV, a mesquita Burmali, também estava à direita da ponte, no canto norte da atual praça.

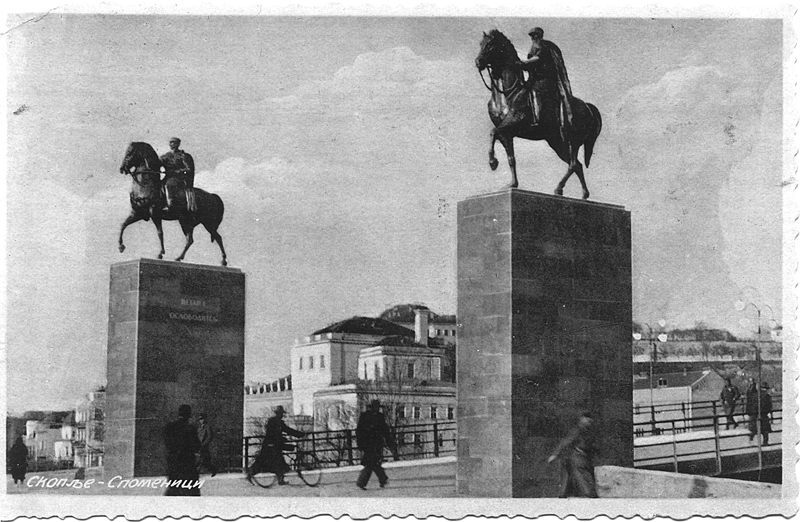
Estátuas equestres de Pedro I da Sérvia e de Alexandre I da Iugoslávia presentes em cada lado da ponte até 1941.

A praça recebeu sua atual aparência durante a década de 1920. A maioria dos edifícios do período otomano, em seguida, foram destruídas e substituídas por monumentos de estilo ocidental. Assim, a mesquita Burmali foi destruída, em 1925, substituída pelo Círculo de Oficiais. Outros edifícios como o Banco Nacional e o Palácio Ristiḱ foram construídos antes da Segunda Guerra Mundial.
Durante o regime socialista, a praça foi rebatizada de Praça Marechal Tito (Плоштад Маршал Тито). Na época, as cidades e as aldeias da Iugoslávia davam geralmente esse nome para a sua maior rua ou praça.

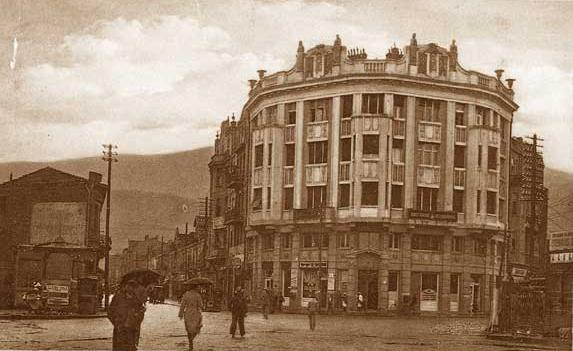
O palácio Ristiḱ na década de 1920.

Durante o terremoto de 1963 vários edifícios que beiravam a praça foram destruídos. O sismo destruiu o Círculo de Oficiais e o Banco nacional. Estes dois edifícios não são reconstruídos, e a sua localização permanece vazia, o que permite que a praça se expanda. 
A Praça da Macedônia é, muitas vezes, um centro de manifestações políticas que presenciou alguns grandes eventos, como a proclamação da independência, em 1991, pelo presidente Kiro Gligorov.

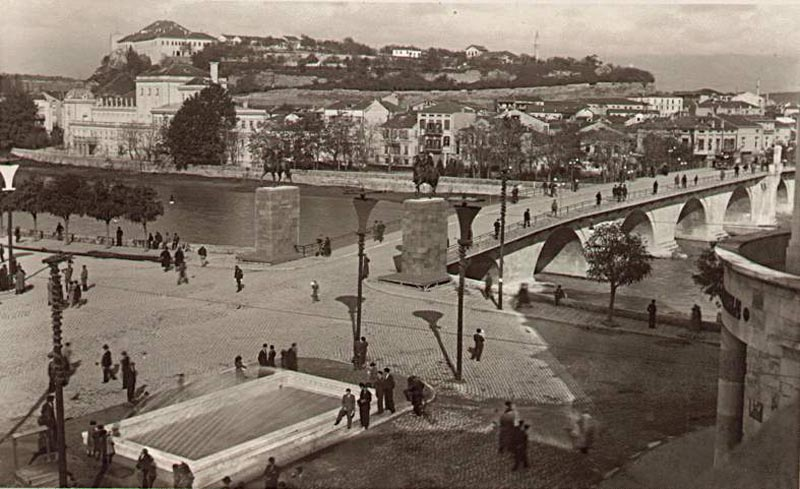
Vista da Praça, a partir do Banco Nacional, antes da Segunda Guerra mundial.

No final da década de 2000, as autoridades propuseram a reconstrução de vários monumentos icônicos de Escópia, que tinham sido destruída pelos terremoto. A Praça da Macedônia foi novamente cercada pelo Círculo de Oficiais. Em 2009, o governo finalmente anunciou um plano mestre, muito mais importante, chamado de Escópia 2014, para a construção de estátuas, museus, hotéis, ministérios, etc. por todo o centro da cidade. 

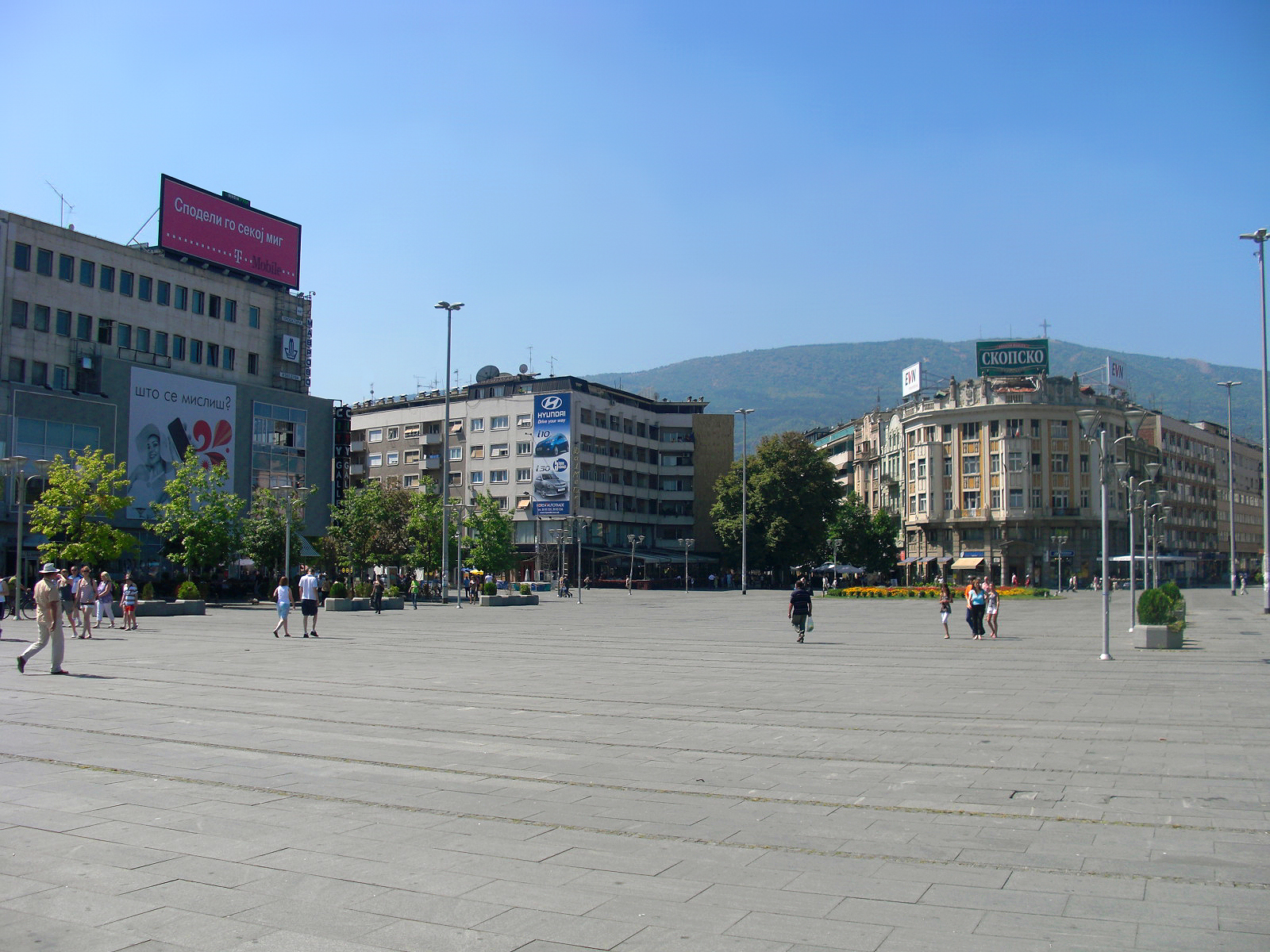
A praça em 2008, antes das alterações do Escópia 2014.

A Praça da Macedônia, como um centro nevrálgico da cidade, foi especialmente afetado pelo Escópia 2014. Por exemplo, um prédio foi construído no local do Banco nacional, que desapareceu em 1963, um hotel da rede Marriott também foi erigido, um pavilhão neoclássico foi construído e muitas estátuas foram colocadas na praça. Seu centro é agora adornado pela Estátua de um guerreiro a cavalo, (referindo-se a Alexandre, o Grande), com 22 metros de altura. Várias outras estátuas, menos massivas, representam figuras da história macedônica, como Gotsé Deltchev ou Metodija Andonov-Čento. Para combinar com a atmosfera historicista dos novos edifícios, dois edifícios brutalistas que fazem fronteira com a praça foram remodelados em estilo barroco. O Círculo de Oficiais, que ainda não emergiu, também deve ser acompanhado por um segundo hotel.
Além disso, a reconstrução do Círculo de Oficiais levou a um debate animado entre as autoridades e a grande minoria albanesa na cidade. Esta último queria a reconstrução da mesquita de Burmali, que havia sido destruída para construir o Círculo. A reconstrução da mesquita também foi reivindicada porque Escópia 2014 originalmente previa a construção de uma igreja na praça. Os albaneses, principalmente muçulmanos, queriam uma certa representatividade. A igreja foi finalmente construída em um lugar mais discreto, localizado ao longo da rua da Macedônia.

## Monumentos e edifícios

### Edifícios

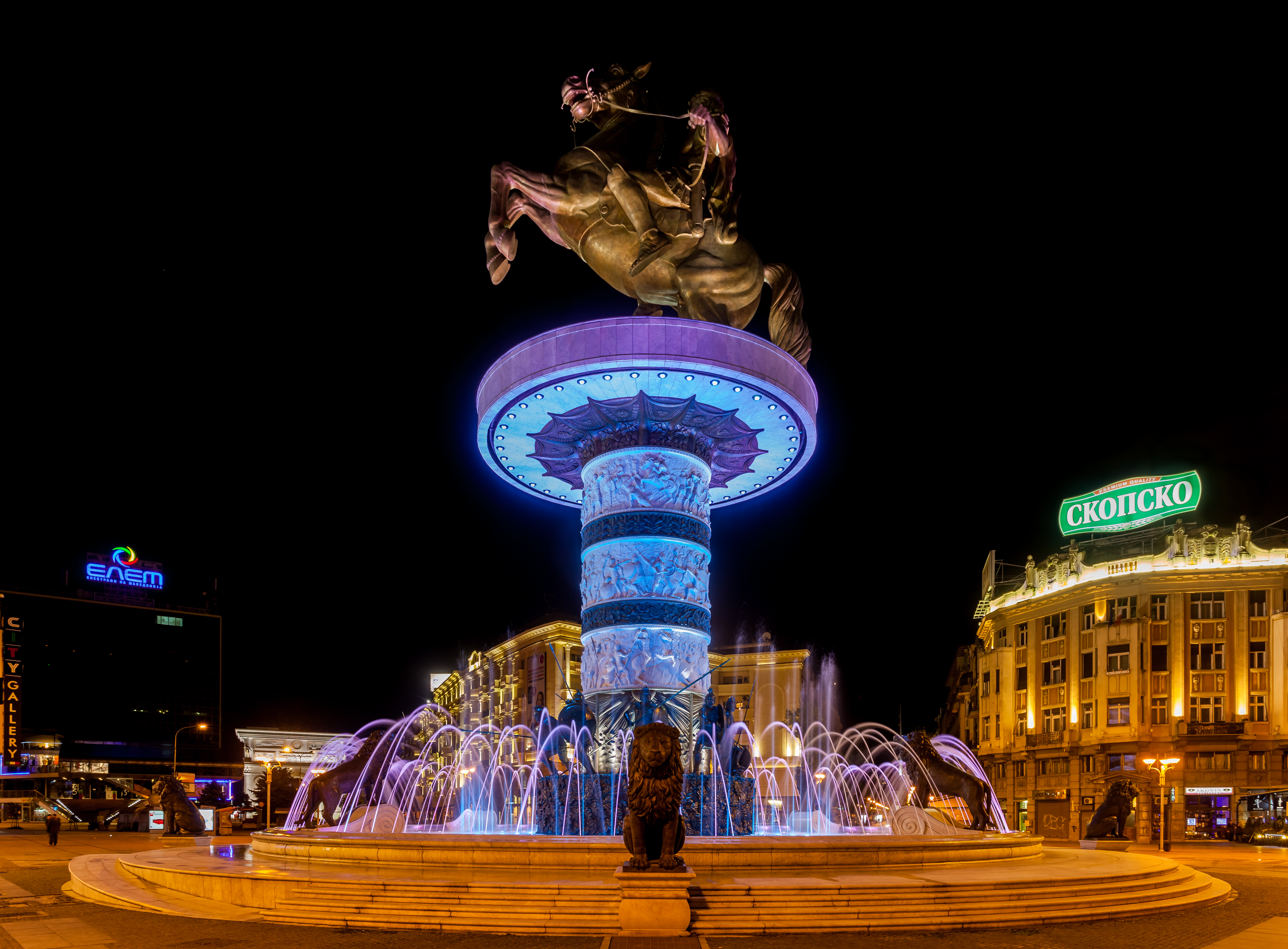
Visão noturna

Começando a partir da Ponte de pedra e ao longo do praça em direção a direita, são:

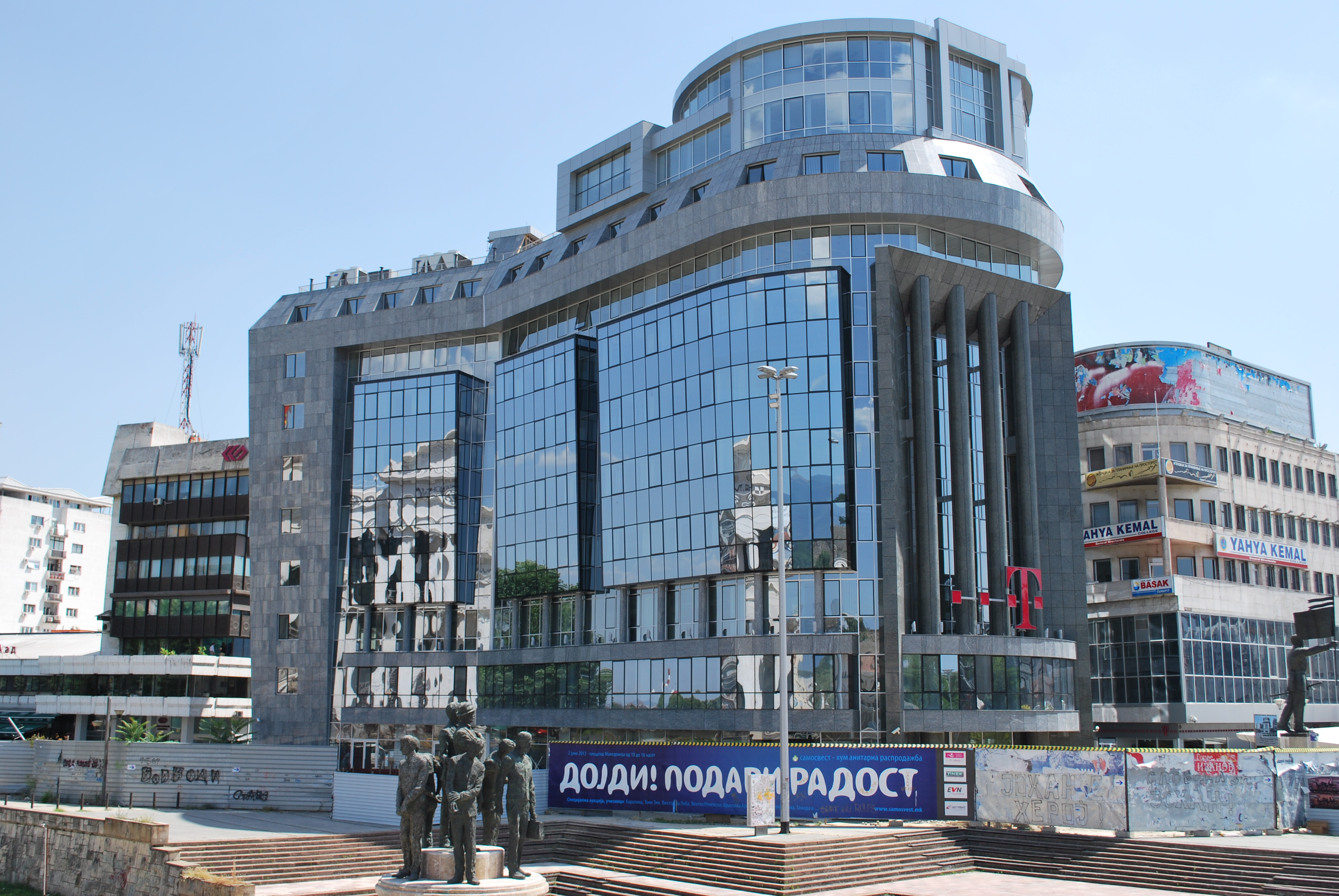
A sede da Makedonski Telekom. O edifício Metropol está localizado à direita.

- A sede da Makedonski Telekom, no local do Banco nacional, que foi destruído em 1963. Ele é um dos poucos elementos do Escópia 2014 construído em estilo contemporâneo. Inicialmente, as autoridades planejaram uma reconstrução idêntica ao banco, mas finalmente optaram por uma reinterpretação do vidro e do aço. A principal característica do banco (sua fachada de colunas encimada por uma pequena torre) é claramente distinguível no edifício atual. O prédio foi inaugurado em 2012.

- O edifício chamado Metropol (Метропол) é o primeiro edifício de estilo modernista de Escópia. Foi construído em 1933, de acordo com os planos do sérvio Milan Zloković. É representante da escola modernista ativa na época do Reino da Iugoslávia, e é especialmente notável pelo seu ângulo arredondado que é estendido por varandas quadradas[5]. O shopping center City Gallery (Сити Галери), mais recente, fica ao lado do Metropol e sua fachada é coberta por telas publicitárias. Ambos os edifícios foram redesenhados em estilo barroco para estar em consonância com o Escópia 2014[6].

- O Edifício Pelister, que forma a esquina entre as ruas de 11 de outubro e a Macedônia, é um prédio de concreto residencial construído após a Segunda Guerra Mundial em estilo modernista. Ele sobreviveu ao terremoto de 1963. Sua fachada foi completamente refeita em 2012, como parte do Escópia 2014. As obras removeram todos os vestígios de concreto, e o edifício agora tem uma fachada barroca com varandas.[7]

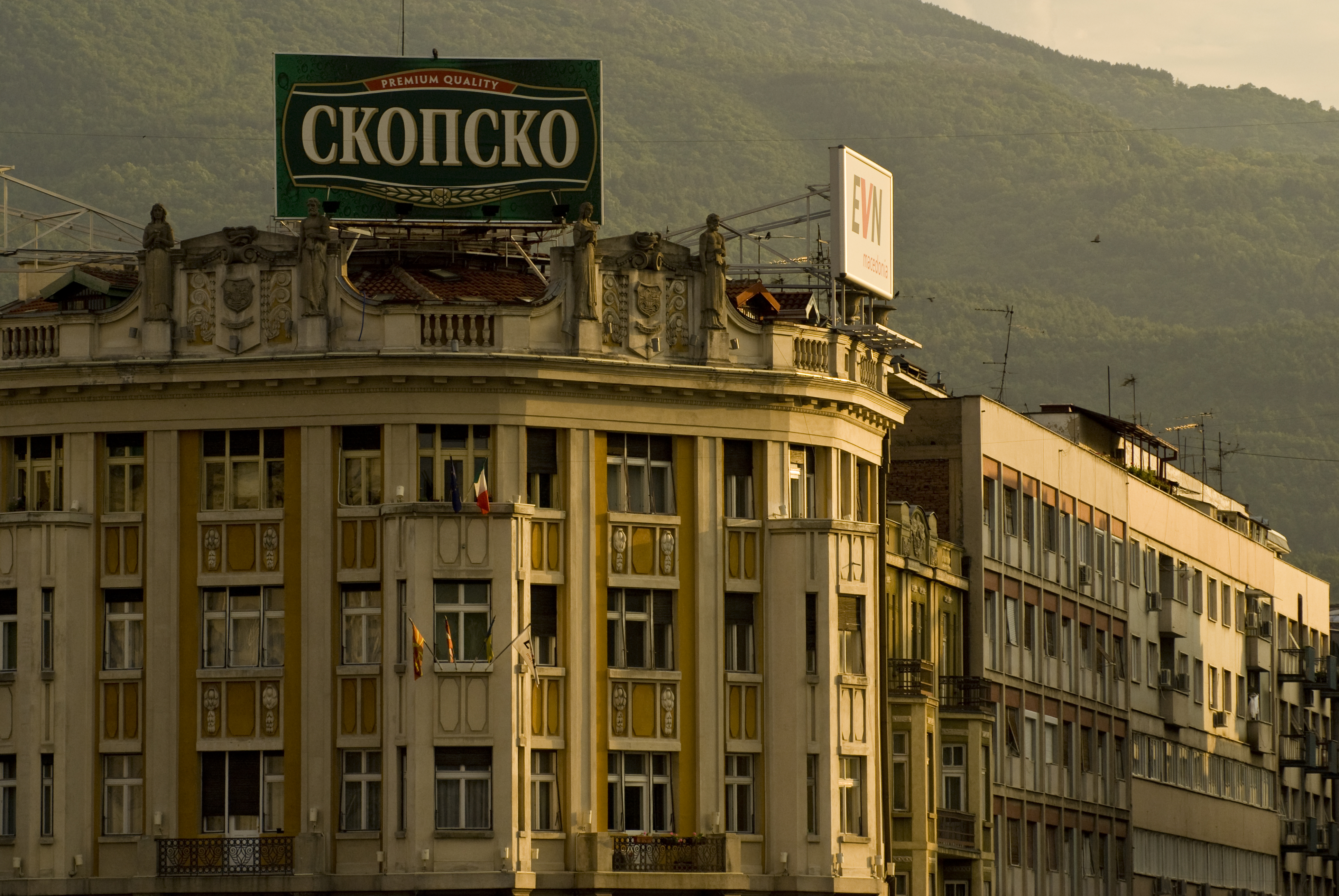
O palácio Ristiḱ e seu icônico anúncio para a cerveja Skopsko.

- O palácio Ristiḱ (Ристиќева палата), localizado na esquina das ruas da Macedônia e Nikola Vaptsarov, é um dos edifícios mais emblemáticos do lugar.Foi construído em 1926 no estilo acadêmico então em voga na Iugoslávia e visível em outras fachadas da cidade. Os planos foram desenhados por Dragutin Maslać, enquanto as esculturas são obra de Danilo Stanković. Estes dois sérvios trabalharam em nome da família Ristić, eles próprios da Sérvia. O edifício é uma importante testemunha do período entreguerras em Escópia, evocando os estilos da época e a opulência da burguesia sérvia que se estabeleceu na Macedônia após o fim do domínio otomano. Dois edifícios do mesmo período estão ao lado do palácio: a Casa Ikonomov, 1922, na Rua Macedônia, e a Casa Todorov, 1927, na Rua Nikola Vaptsarov. O Palácio Ristiḱ agora abriga escritórios.[8] Seu elevador original, o primeiro instalado em Escópia, é exposto no Museu da cidade de Escópia desde 2011.[9]

- O edifício Trend, localizado na esquina da rua Nikola Kljusev, data da década de 1930. Um edifício adjacente, de tamanho similar não sobreviveu ao terremoto de 1963 e foi reconstruído após o desastre. Igual ao edifício Pelister, a sua fachada foi completamente refeita em 2012 como parte do Escópia 2014[7].

- O hotel Marriott, que contem 180 quartos, com uma fachada barroca, igual a maioria dos elementos do Escópia 2014. Sua inauguração estava originalmente agendada para o início de 2013, mas ainda estava em construção nesta data.[10]

- À direita da Marriott, outro hotel deverá ser construído. Também será construído em estilo barroco, mas nenhuma data foi avançada ao início do trabalho.

- O Círculo dos Oficiais deve ser construído pelo mesmo empreiteiro do segundo hotel. Será uma reconstrução fiel do edifício desaparecido em 1963, utilizado para as grandes cerimônias do município.

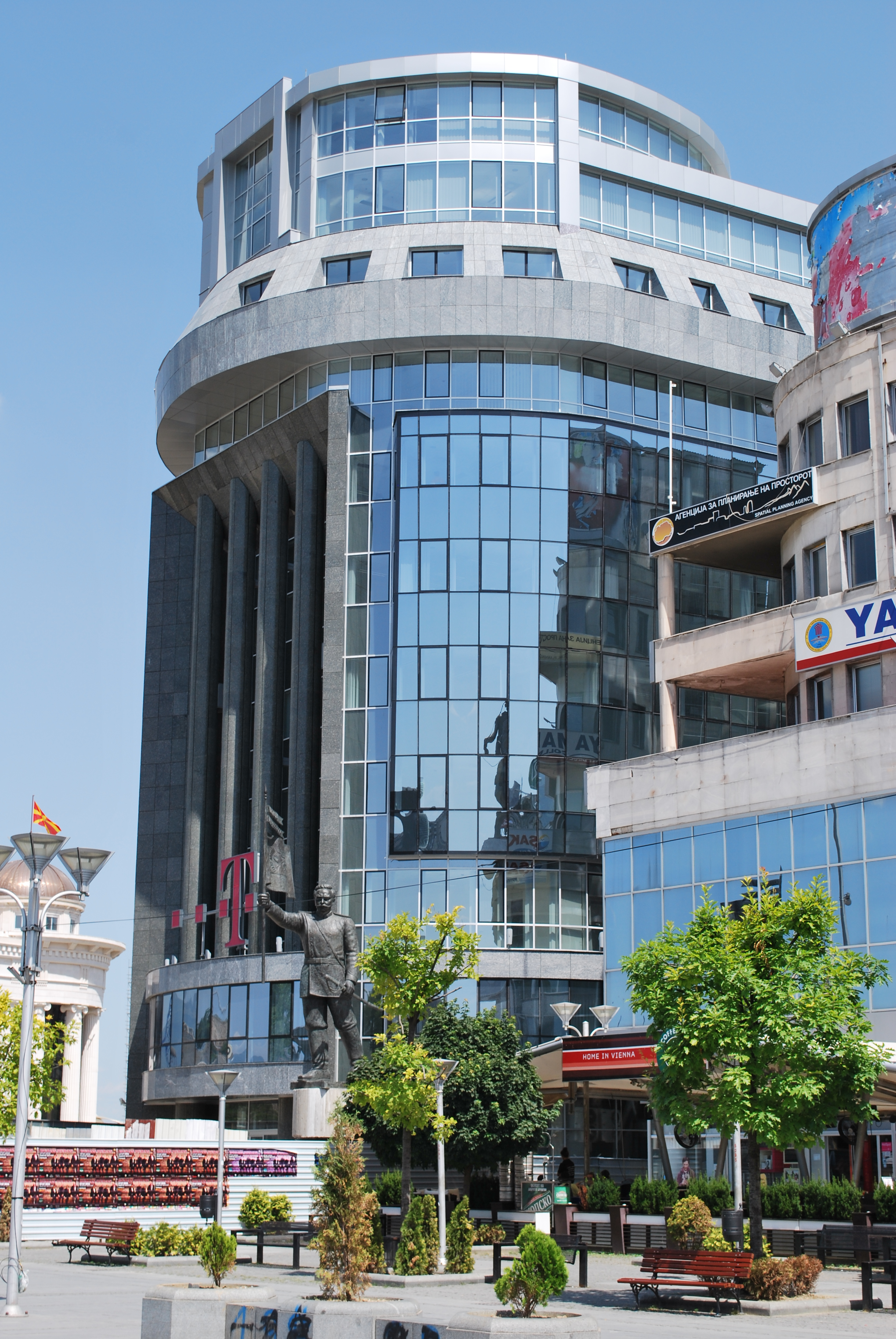
A sede da Makedonski Telekom.
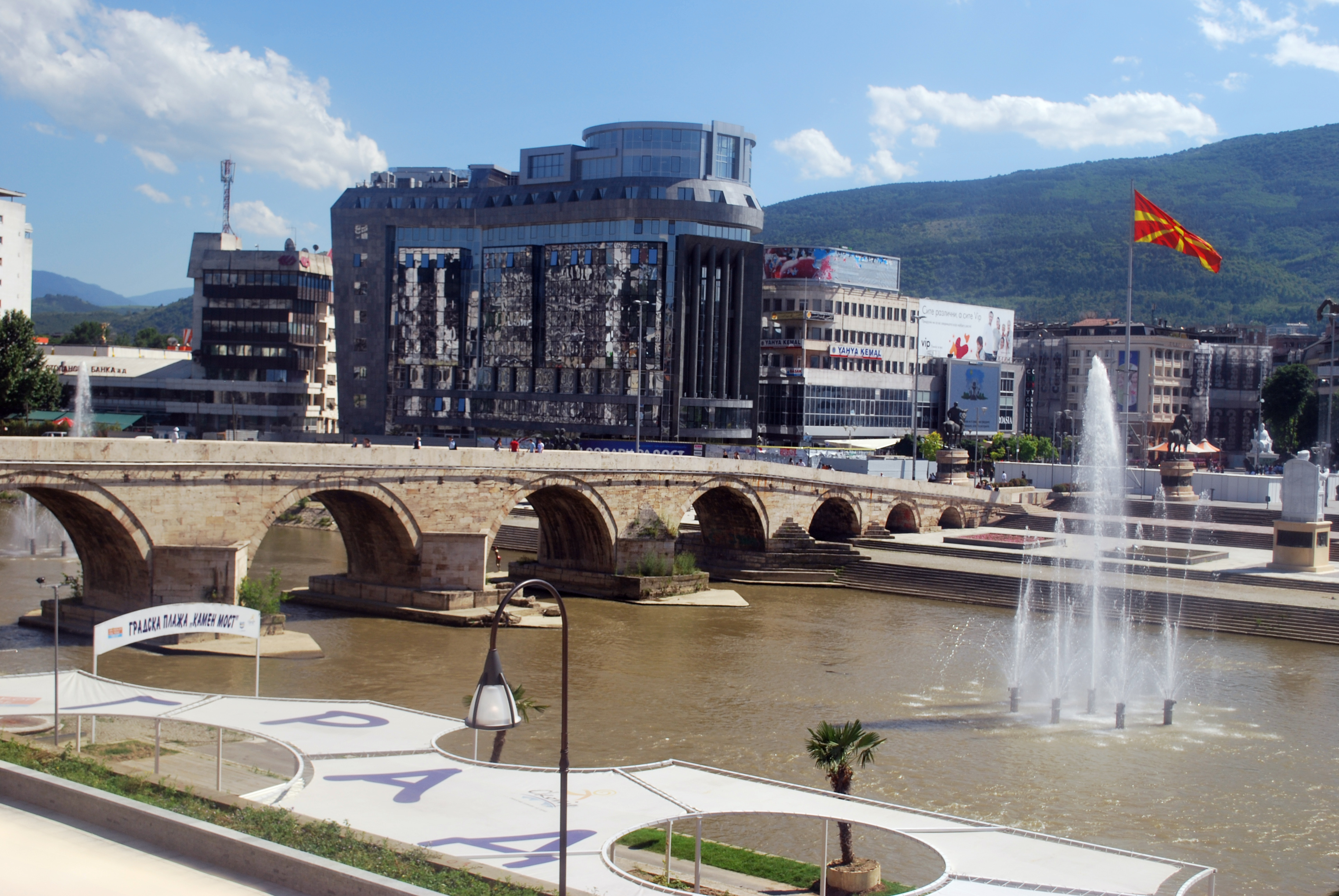
A sede da Makedonski Telekom , como visto a partir da margem norte do rio Vardar.
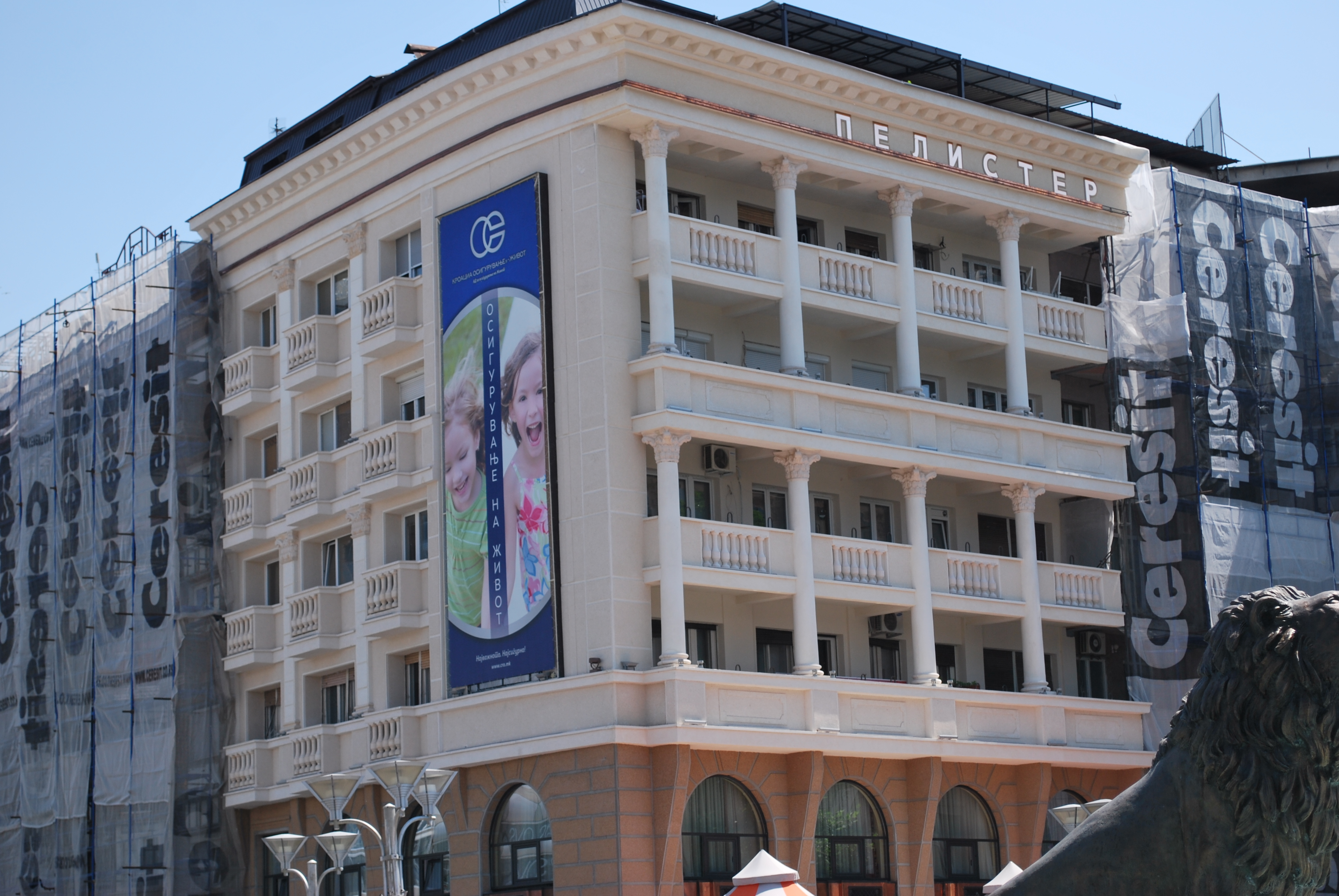
O edifício Pelister.
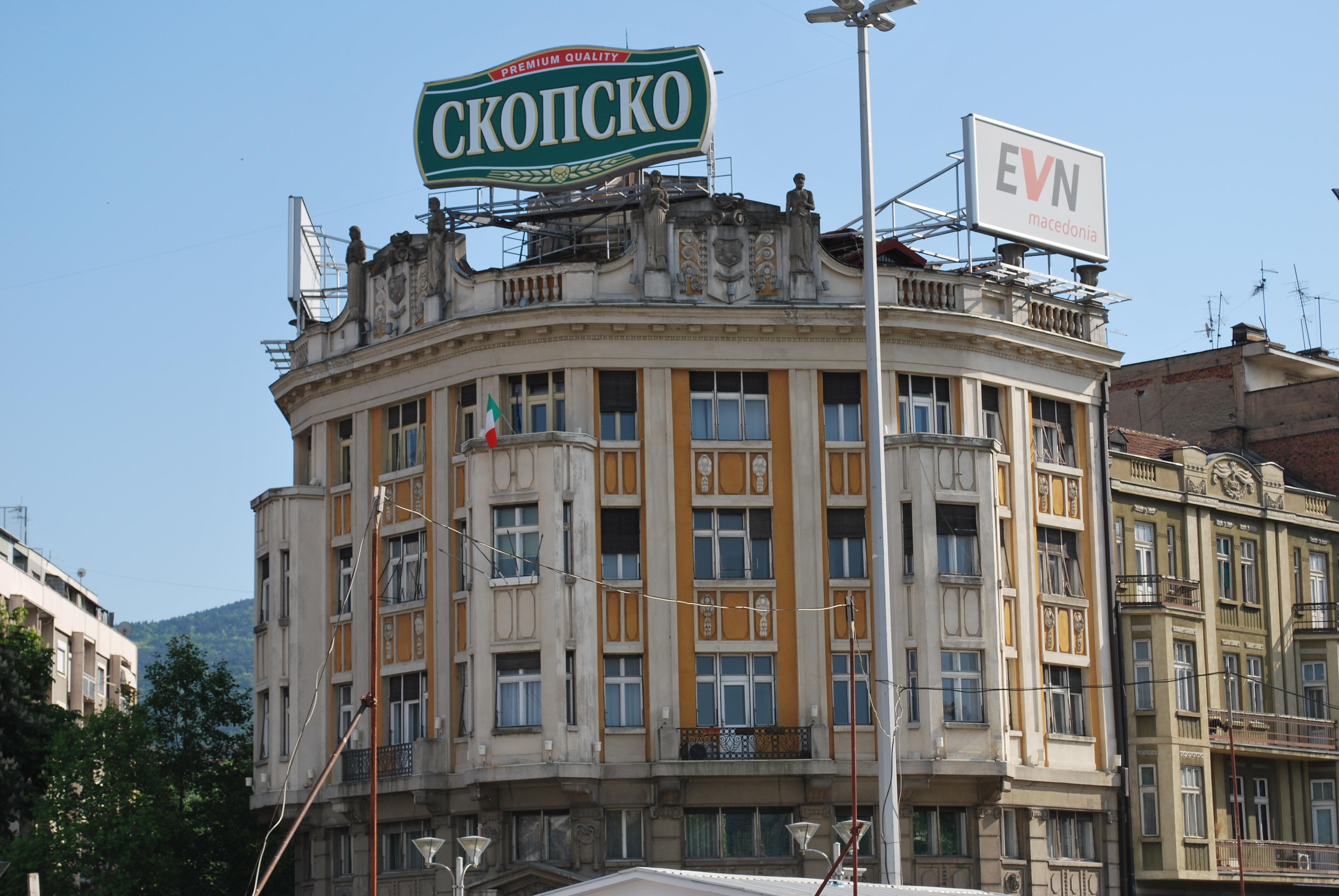
O palácio Ristiḱ.
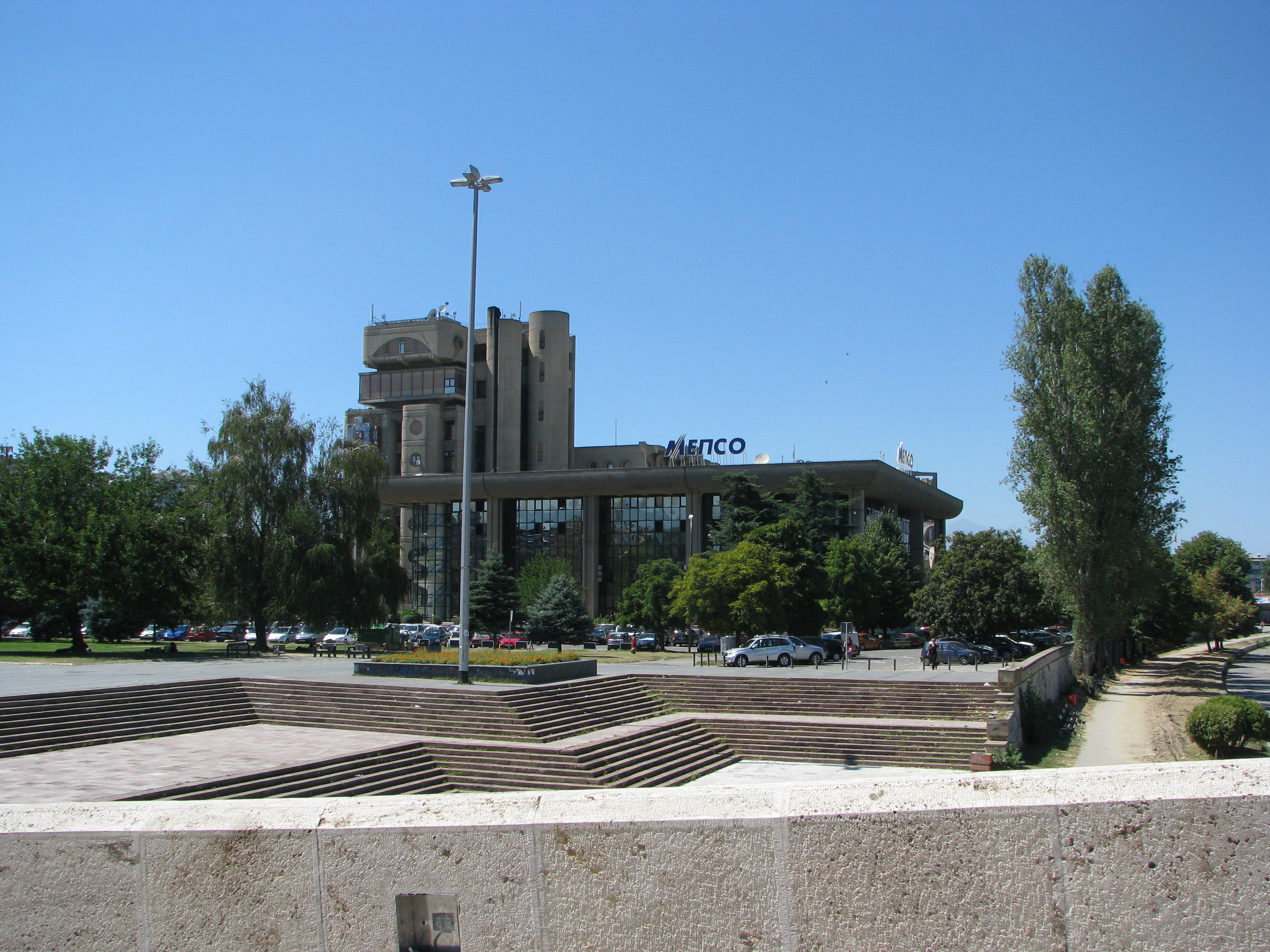
Localização do hotel futuro e o Círculo de Oficiais.

### Estátuas

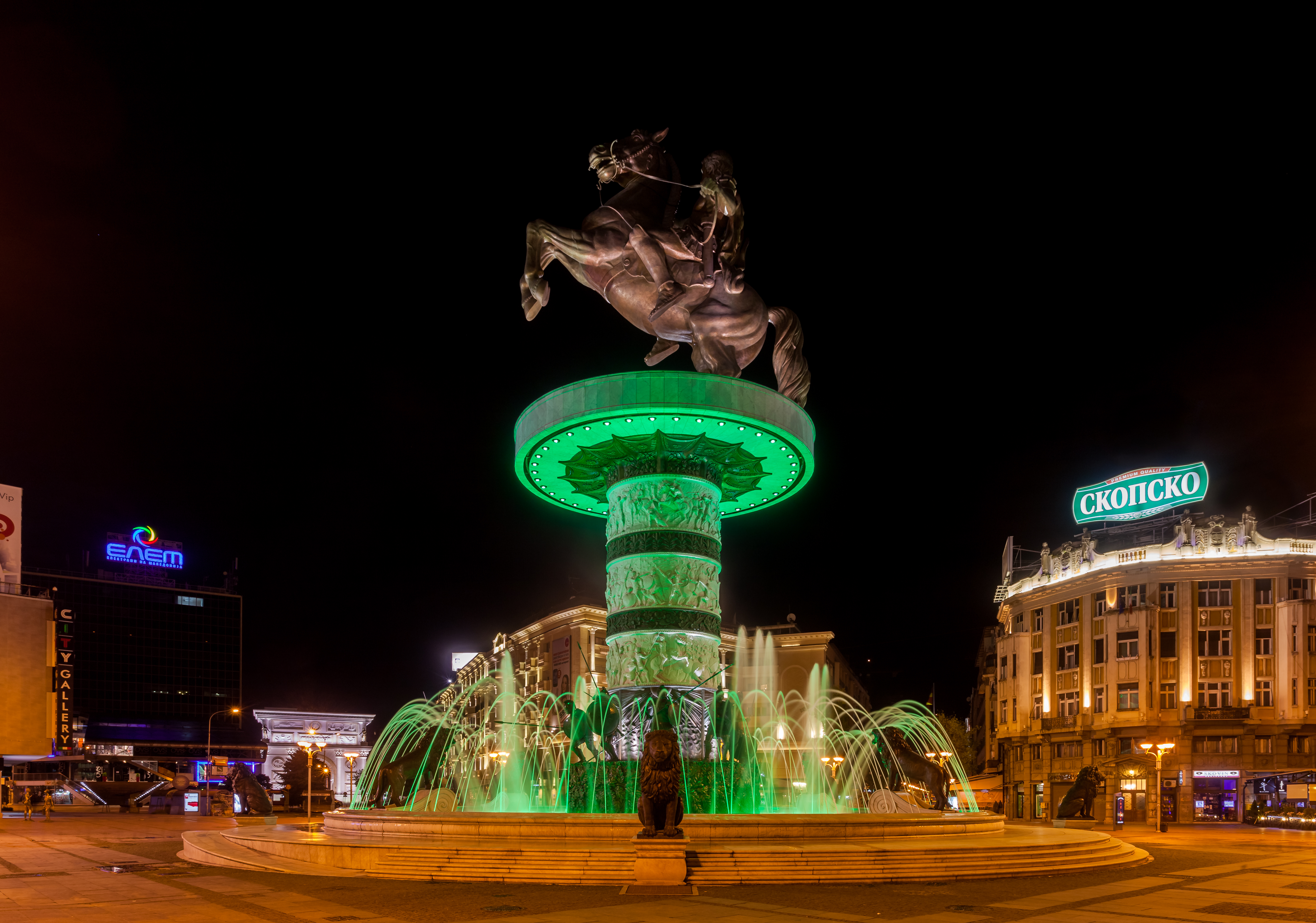
Estátua do guerreiro a cavalo
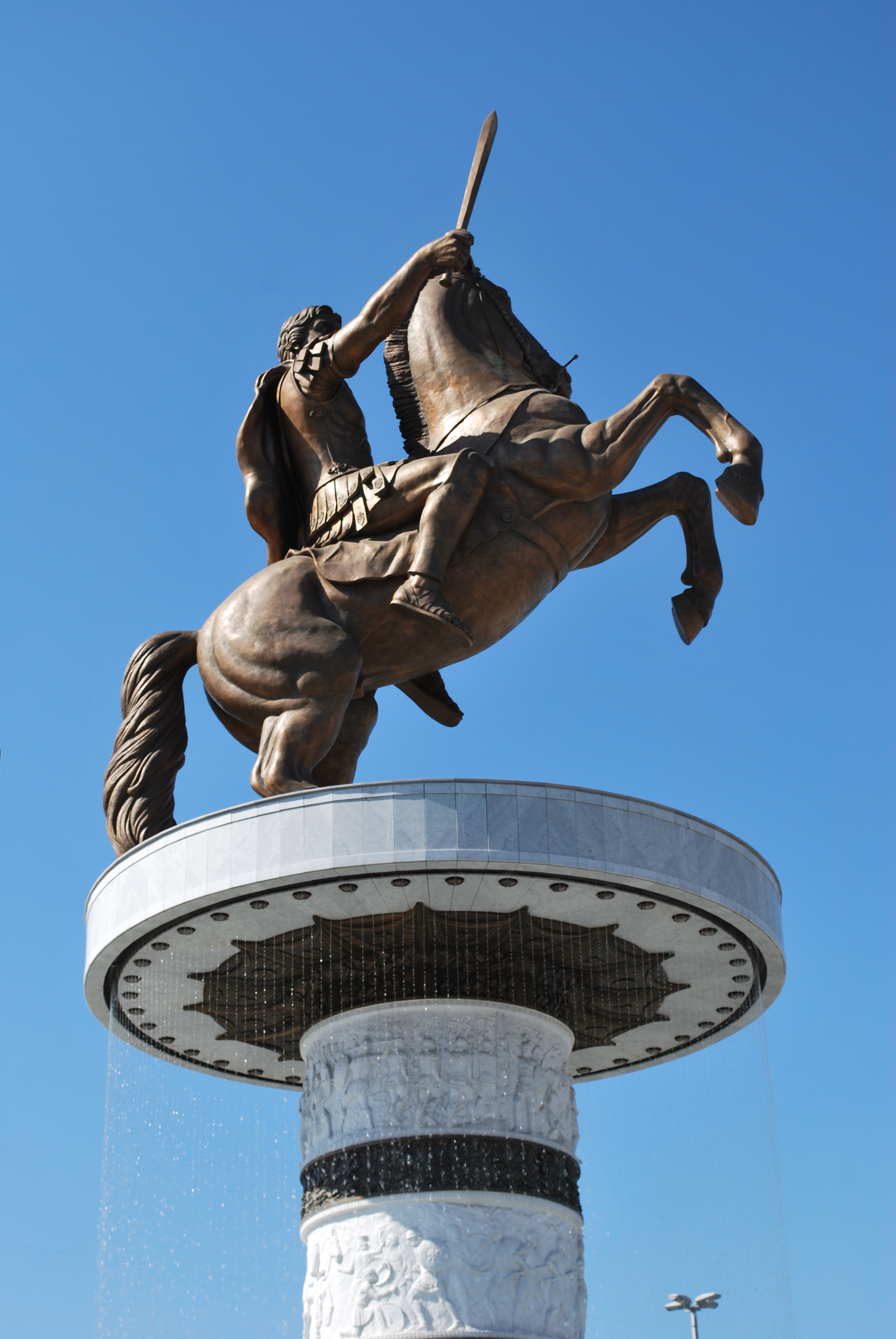
Estátua do guerreiro a cavalo
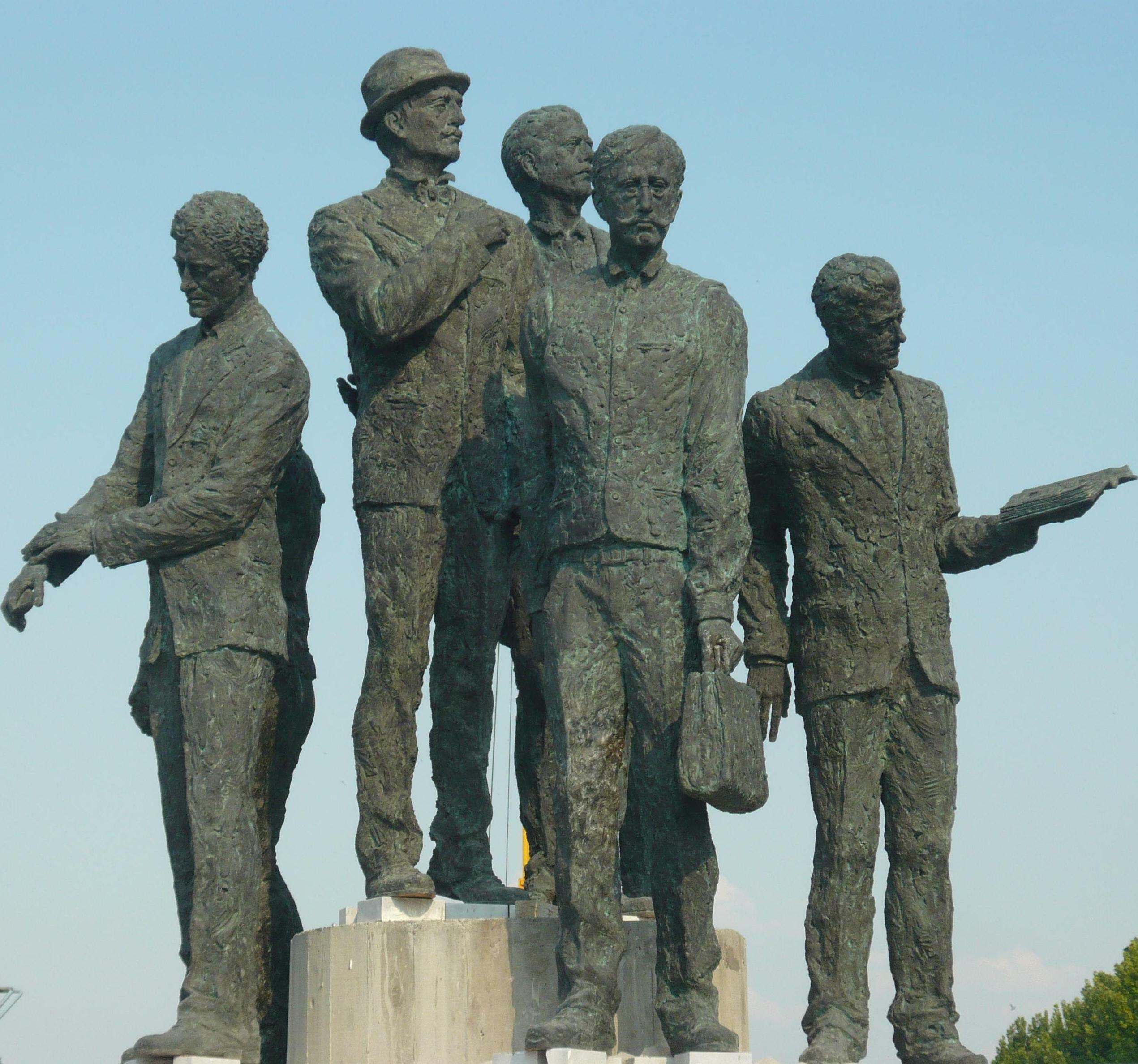
Monumento aos barqueiros de Tessalônica.
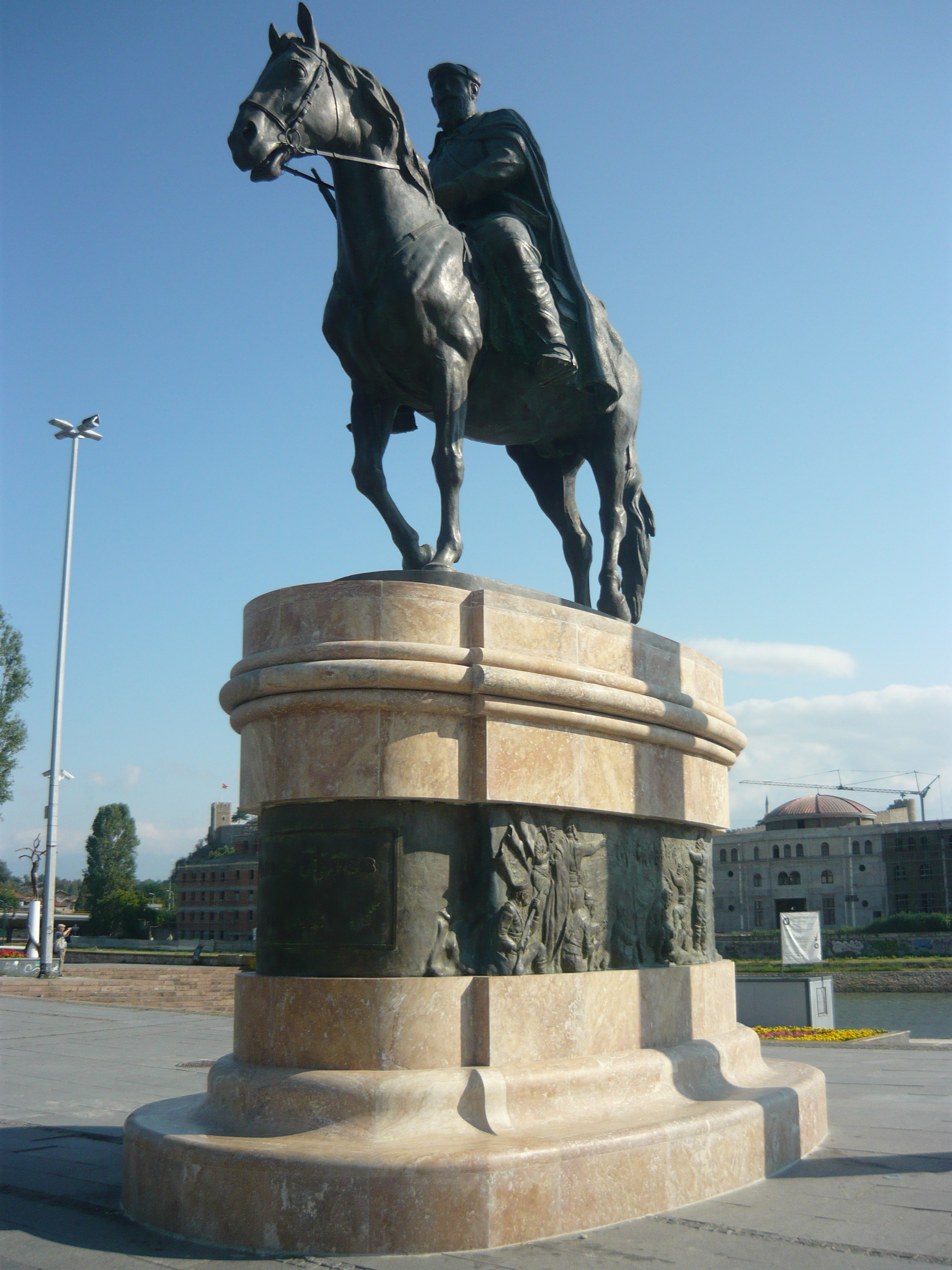
Estátua de Damé Grouev.
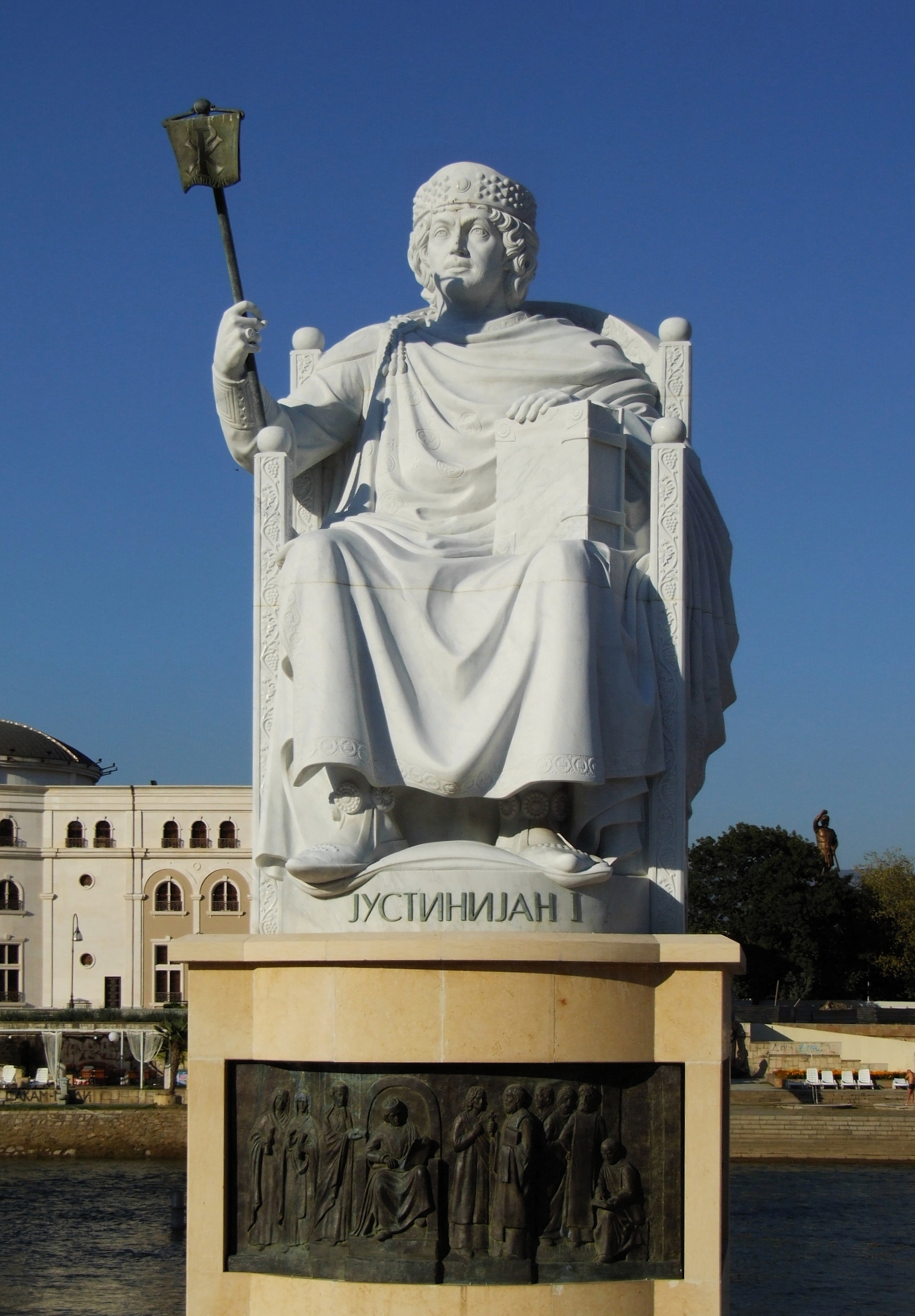
Estátua de Justiniano.
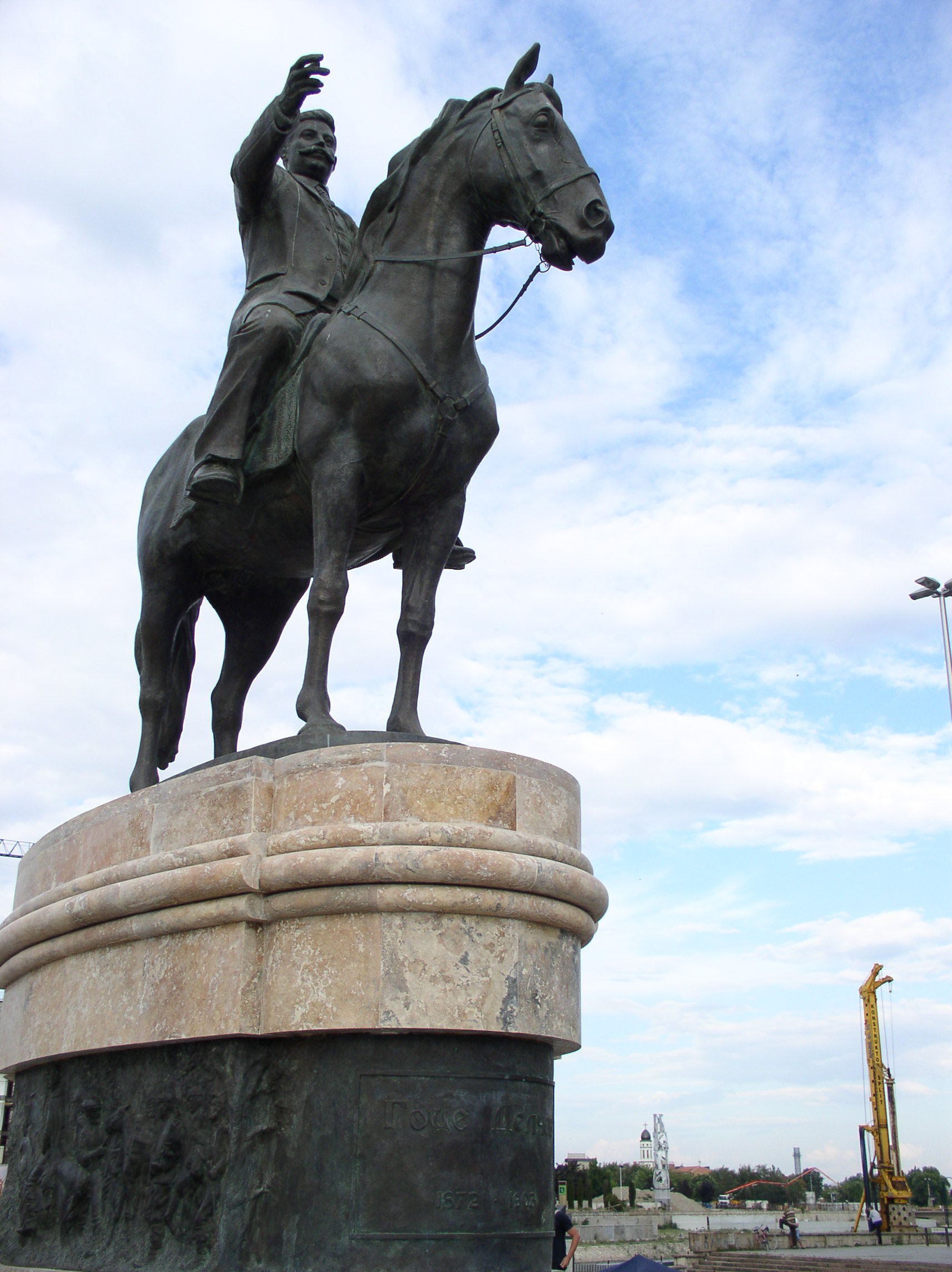
Estátua de Gotsé Deltchev.
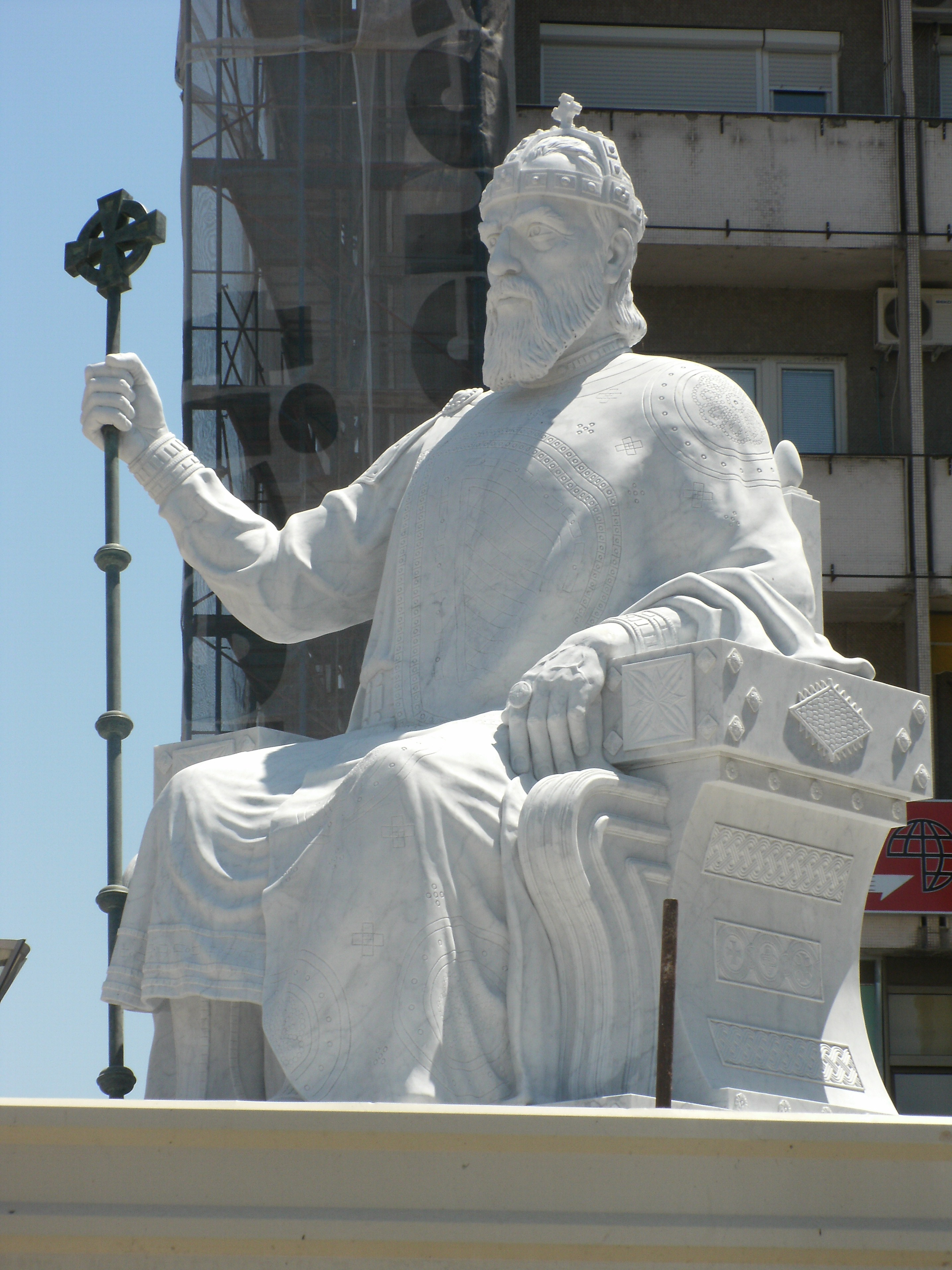
Estátua de Samuel I da Bulgária.
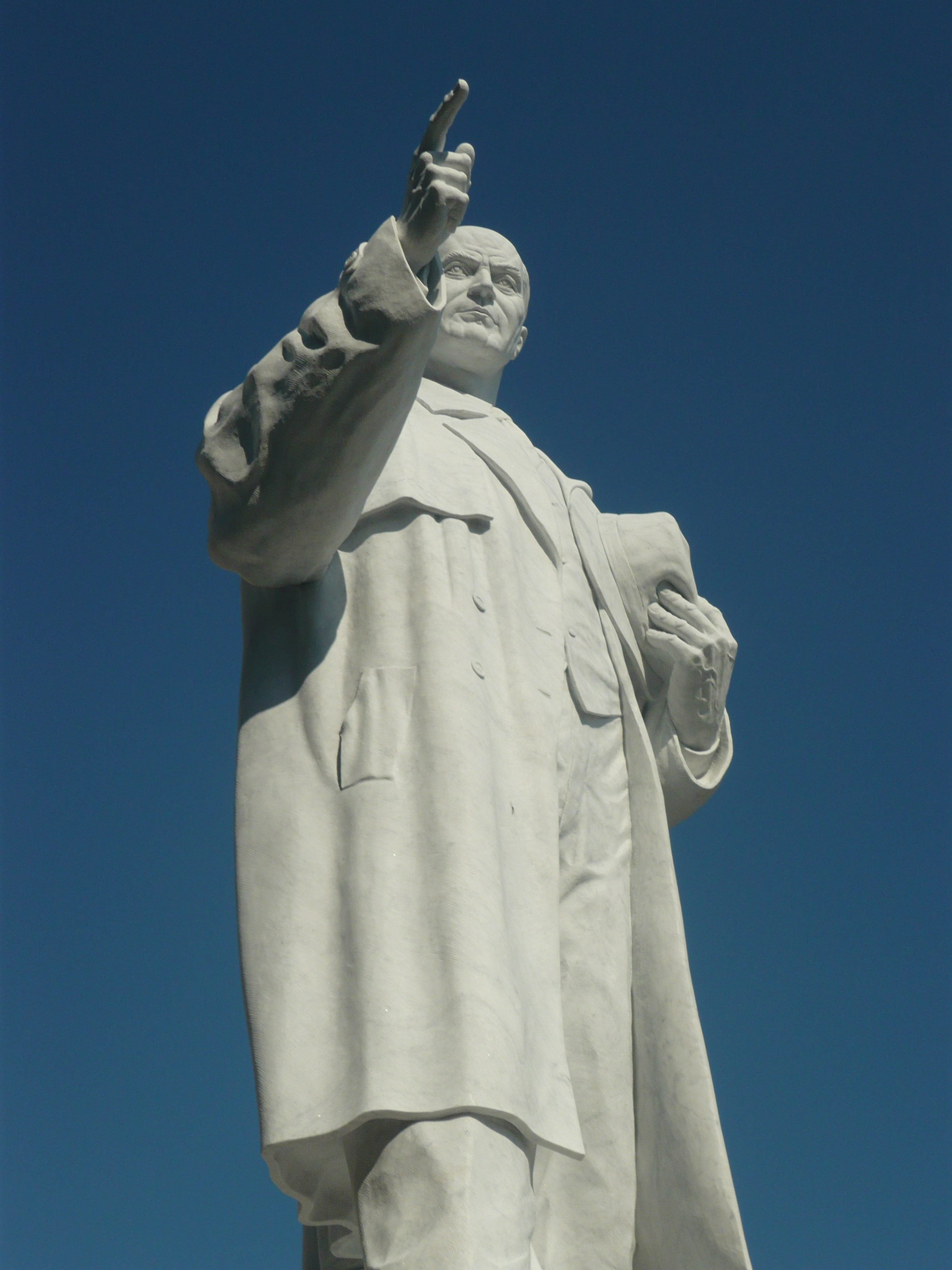
Estátua de Metodija Andonov-Čento.
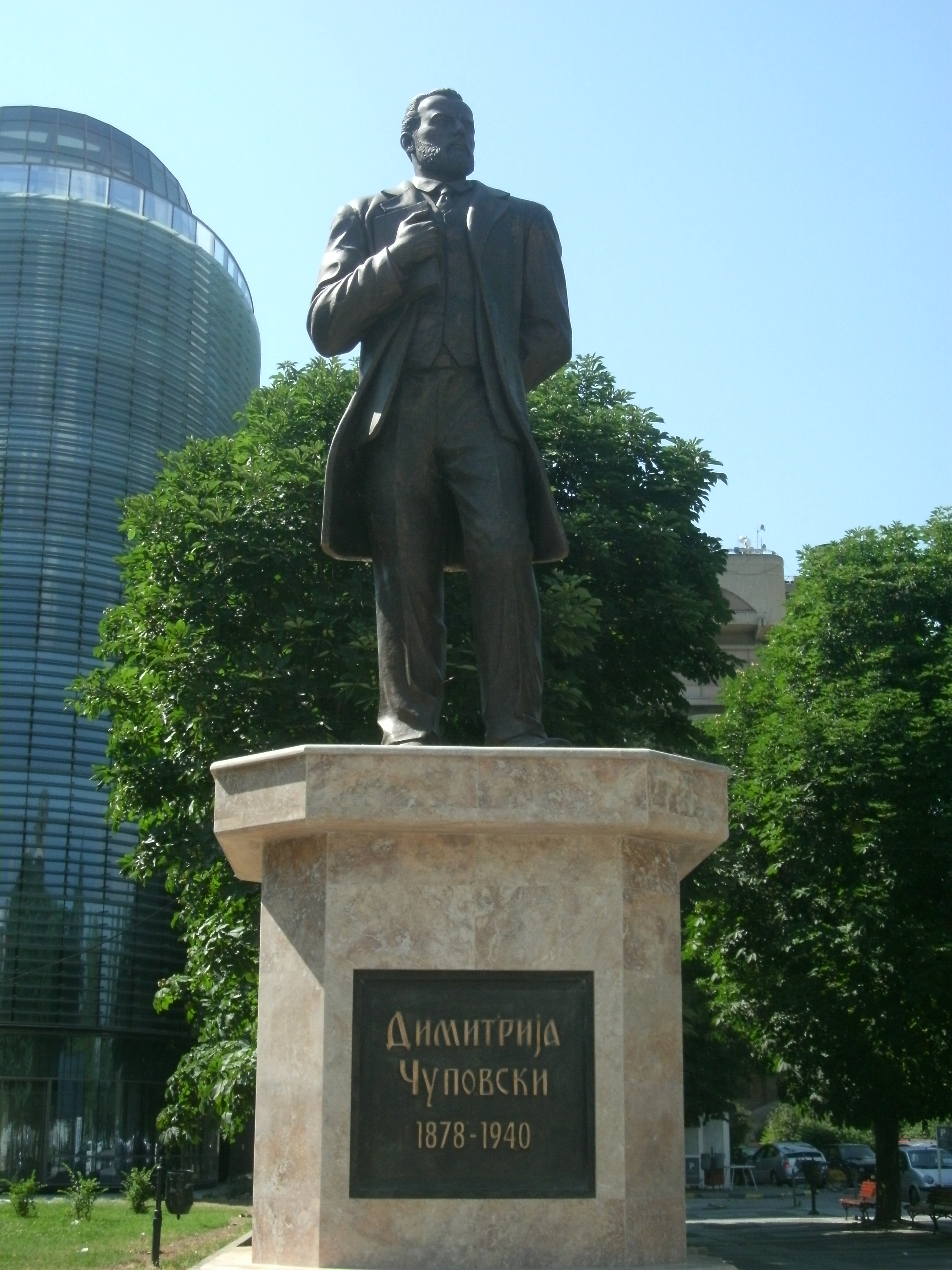
Estátua de Dimitrija Čupovski.
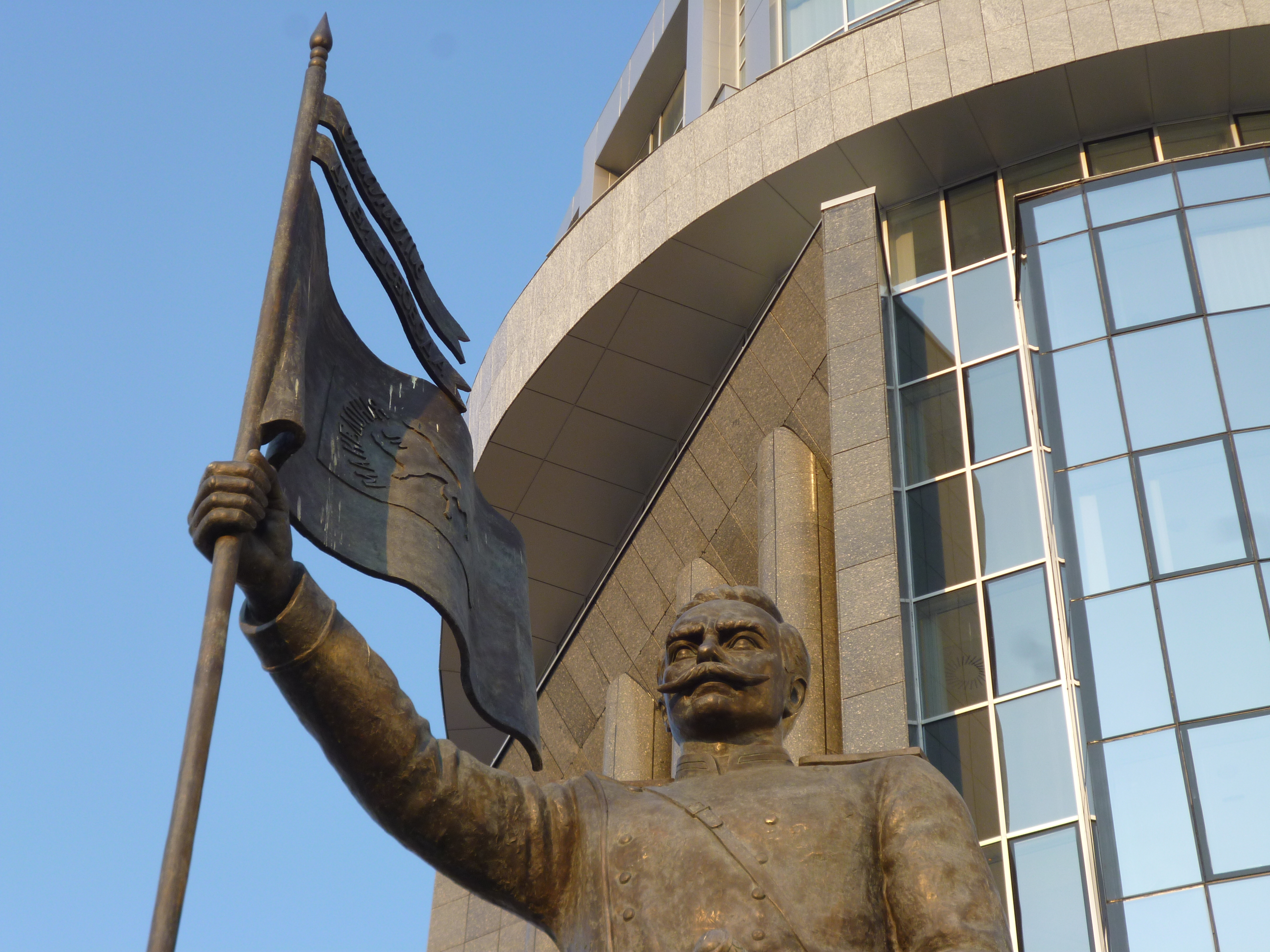
Estátua de Dimitar Pop-Georgiev.
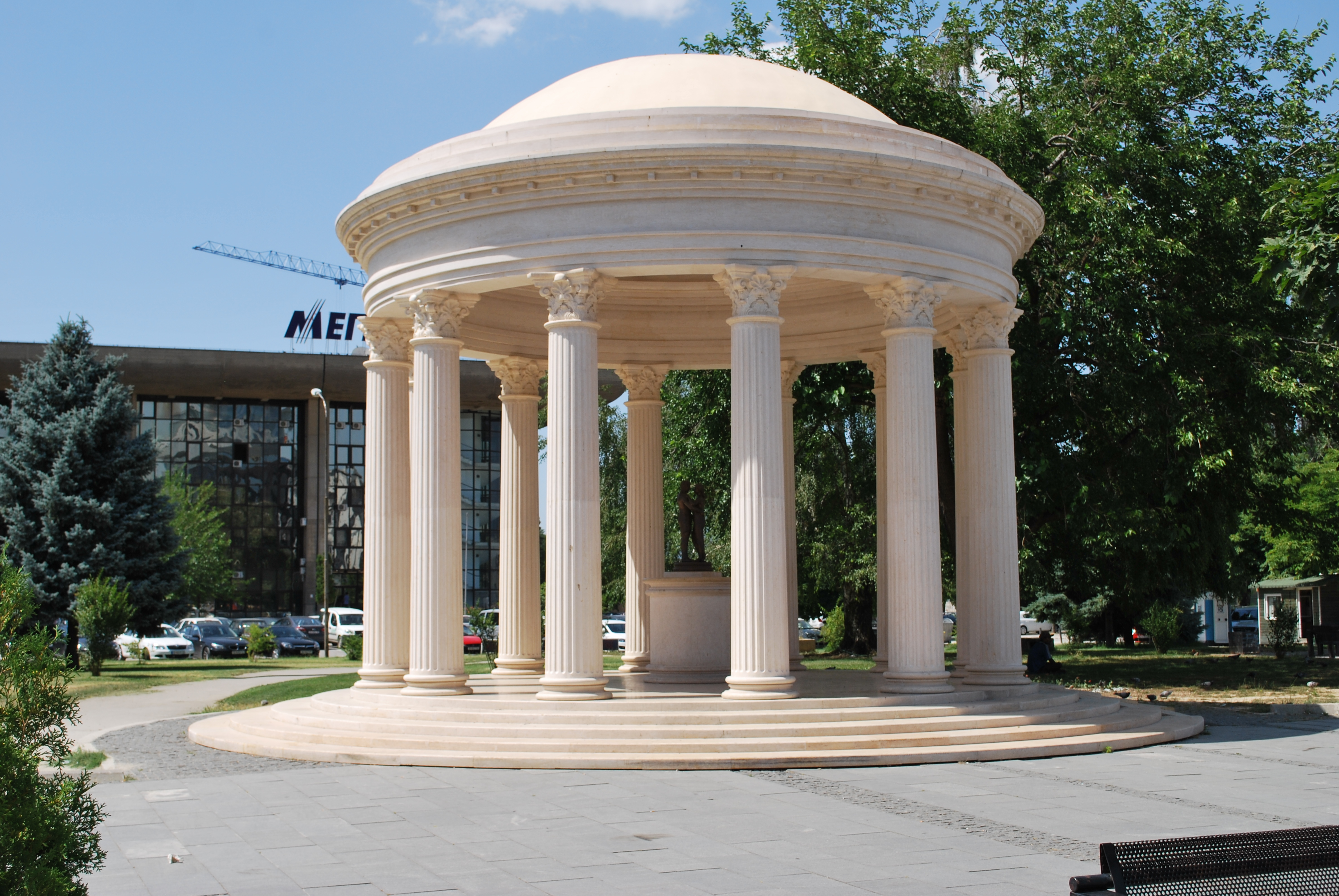
O Pavilhão.
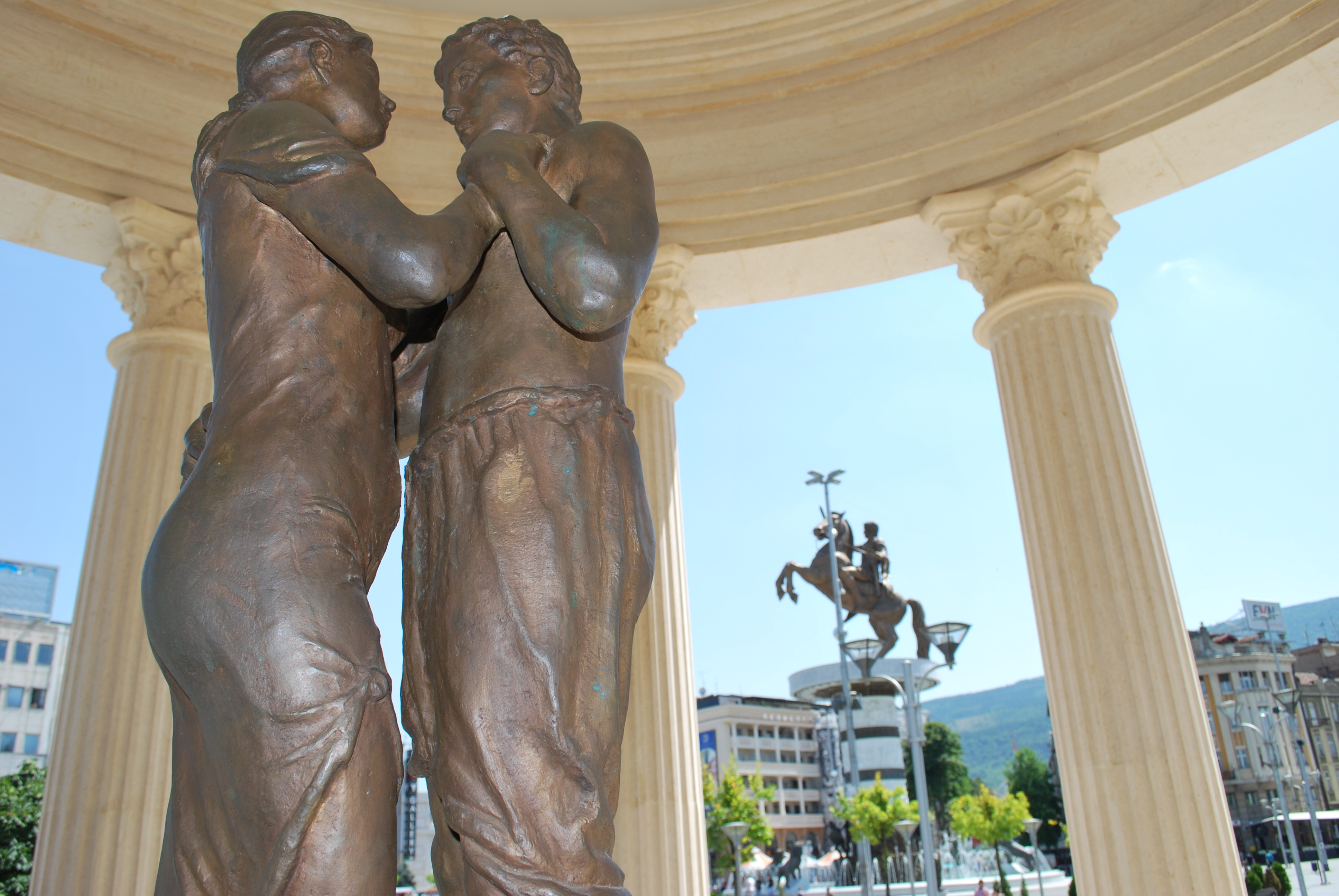
Estátuas no pavilhão
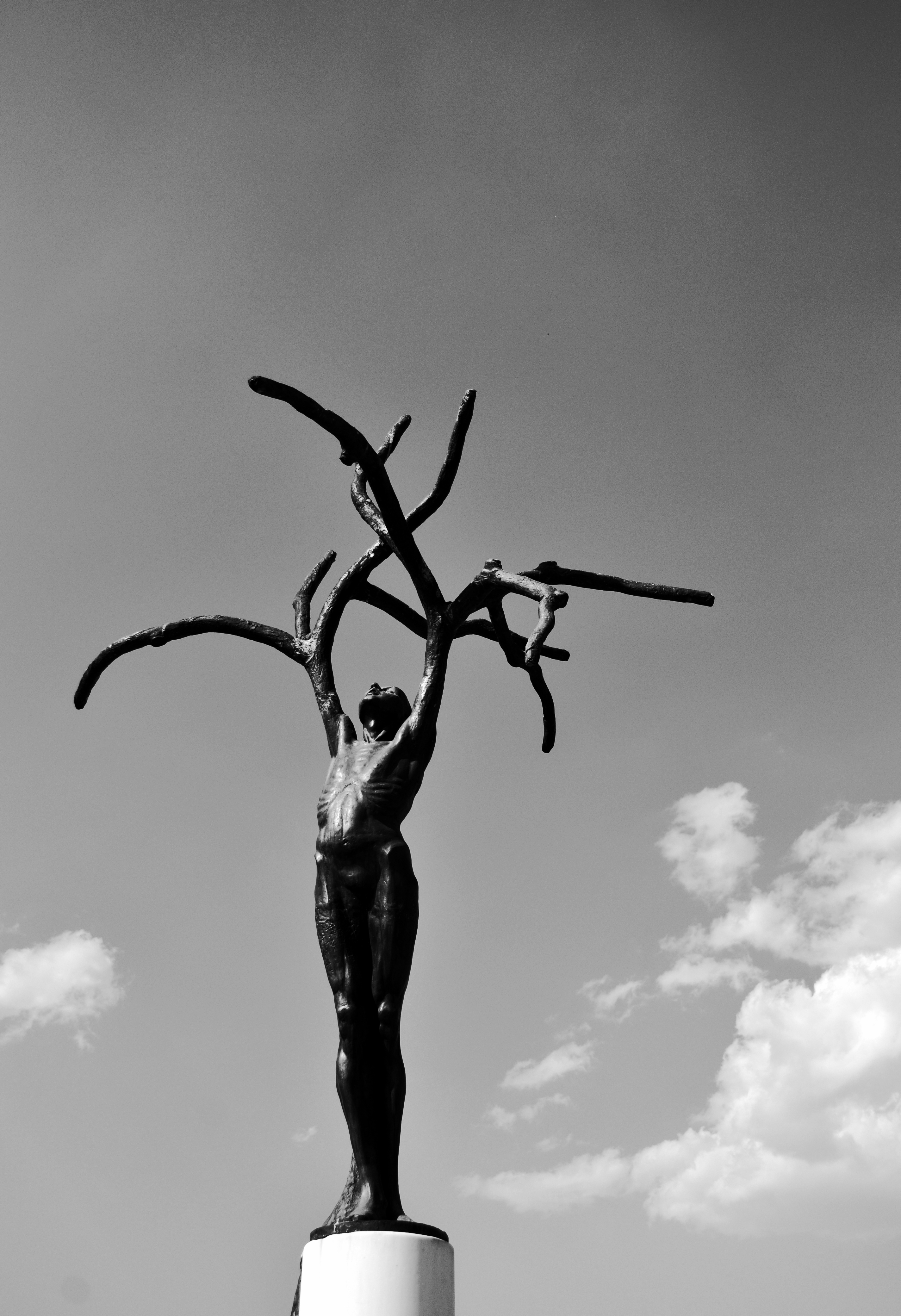
A árvore